# Schrijversstraat
De Schrijversstraat is een straat in het historische centrum van Brugge.

## Betekenis
De oorsprong van deze straatnaam is de inwoner Pieter De Gryse. Documenten hierover:
- 1321: Pieter s Grisenstrate;
- 1421: in Pieters Grisenstrate;
- 1565: up den houck van s heer Pieter s Grisenstrate.

Al tamelijk vroeg kwam er vervorming:
- 1480: Pieter Scriverstrate;
- 1579: 's Heer Pieter Gryse ofte Pier Scriverstraete.

De verklaring is dat, toen de herinnering aan Pieter De Gryse wegdeemsterde, de heel wat makkelijker naam 'Scriversstrate' in de volksmond de bovenhand kreeg.